# VfB Fortuna Biesdorf
VfB Fortuna Biesdorf is een Duitse voetbalclub uit de hoofdstad Berlijn, meer bepaald uit het stadsdeel Biesdorf. Naast voetbal is de club ook actief in handbal.

## Geschiedenis
Reeds in 1903 werden er aanstalten gemaakt voor een voetbalclub in Biesdorf, maar die kwam er pas in 1905 met de oprichting van Jahn Biesdorf. Tot 1920 was Biesdorf een zelfstandige gemeente en werd dan een stadsdeel van Berlijn. Turnen, atletiek en handbal primeerden op voetbal in de club tot in de jaren dertig. Na de Tweede Wereldoorlog werden alle Duitse voetbalclubs ontbonden. De club werd heropgericht als SG Fortuna Biesdorf. In 1962/63 nam de club deel aan de eindronde om promotie naar de DDR-Liga en stootte door tot in de finale alvorens te verliezen van BSG Motor Wolgast. De club speelde 21 seizoenen in de Berliner Stadtliga.
Na de Duitse hereniging werd de huidige naam aangenomen en de club ging in de Landesliga spelen van het verenigde Berlijn. Van 1996 tot 2001 speelde de club in de Verbandsliga, toen de vijfde klasse. De club keerde terug voor seizoen 2003/04 en speelt sindsdien in de Landesliga, sinds 2008 de zevende klasse. In 2019 promoveerde de club naar de Berlin-Liga, waar de club drie seizoenen speelde.